# Темясовский сельсовет
Темясовский сельсовет — муниципальное образование в Баймакском районе Башкортостана России.

## История
Дата образования сельсовета: 1931 год.
В 2004 году часть территории из Кананикольского сельсовета Зилаирского района вошла в состав сельсовета, согласно Закону Республики Башкортостан «Об изменениях в административно-территориальном устройстве Республики Башкортостан, изменениях границ и преобразованиях муниципальных образований в Республике Башкортостан» от 17 декабря 2004 года № 125-з:

7. Изменить границы Зилаирского района, Кананикольского сельсовета Зилаирского района, Баймакского района, Темясовского сельсовета Баймакского района согласно представленной схематической карте, передав часть территории площадью 158,0766 га Кананикольского сельсовета Зилаирского района в состав территории Темясовского сельсовета Баймакского района.

Согласно Закону о границах, статусе и административных центрах муниципальных образований в Республике Башкортостан имеет статус сельского поселения.

## Население
| 2002  | 2009  | 2010  | 2012  | 2013  | 2014  | 2015  |
| ----- | ----- | ----- | ----- | ----- | ----- | ----- |
| 5797  | ↗6316 | ↘5690 | ↘5642 | ↗5656 | ↘5554 | ↘5484 |
| 2016  | 2017  |       |       |       |       |       |
| ↘5475 | ↘5455 |       |       |       |       |       |

## Состав сельского поселения
| № | Населённый пункт  | Тип населённого пункта       | Население |
| - | ----------------- | ---------------------------- | --------- |
| 1 | Темясово          | село, административный центр | ↘3465     |
| 2 | Нижнетагирово     | деревня                      | ↘498      |
| 3 | Сакмар            | деревня                      | ↘472      |
| 4 | Ишей              | село                         | ↘326      |
| 5 | Бетеря            | деревня                      | ↘323      |
| 6 | Аминево           | деревня                      | ↗277      |
| 7 | Деревня Кожзавода | деревня                      | ↘148      |
| 8 | Верхнетагирово    | деревня                      | ↘99       |
| 9 | Саксай            | деревня                      | ↘18       |